# Adrianne Curry
Adrianne Marie Curry, ameriška manekenka, * 6. avgust 1982, Joliet,  Illinois.
Adrianne je znana kot zmagovalka prve sezone resničnostnega šova America's Next Top model (Ameriški super model). Od maja leta 2006 do 2012 je bila poročena s Christopherjem Knightom, ki je v seriji The Brady Bunch upodobil Petra Bradyja.